# Hubert Wilkins
Pour les articles homonymes, voir Wilkins.
George Hubert Wilkins (31 octobre 1888 - 30 novembre 1958) est un pilote et géographe australien, explorateur de l'Arctique et de l'Antarctique.

## Biographie
Wilkins est né dans une famille de pionniers, éleveurs de moutons, installés dans le sud australien. Il est le dernier d'une famille de 13 enfants. Adolescent, il part pour Adélaïde, où il trouve un travail dans un cinéma ambulant, puis part pour l'Angleterre où il devient un pionnier de l'image aérienne en travaillant pour les studios Gaumont. Ses aptitudes en photographie lui permirent de participer à plusieurs expéditions arctiques dont la controversée expédition canadienne de Vilhjalmur Stefansson.
En 1923, Wilkins commence une étude du Nord de l'Australie pour le British Museum. Son travail fut reconnu par le musée mais mal accueilli par les autorités australiennes à cause de la sympathie exprimée envers les Aborigènes.
En 1927, avec Carl Ben Eielson, il fait une tentative de vol au nord de Point Barrow et se pose sur la banquise par 77°45' N et 175° O et par sondage au son trouve une profondeur de 5 540 m. Il dérive vers l'est avant de regagner la terre. Le 22 avril 1928, seulement un an après le vol transatlantique de Charles Lindbergh, Wilkins et son pilote Carl Ben Eielson réalisent le premier vol transarctique de Point Barrow en Alaska au Spitzberg avec une escale à Grant Land sur l'île Ellesmere. Pour cet exploit et ses travaux précédents, Wilkins est anobli. Durant cette cérémonies, il rencontre l'actrice Suzanne Bennett (en) qui deviendra son épouse.
Désormais financé par William Randolph Hearst, Wilkins continue ses explorations polaires, survolant désormais l'Antarctique.  Il nomma une île, île Hearst, (en fait Hearst Land car il crut d'abord qu'elle était reliée au continent) en l'honneur de son mécène, et Hearst le remercia en lui offrant à lui et à son épouse un vol sur le  Graf Zeppelin.
Parrainé par le petit-fils de Jules Verne, Jean Jules-Verne qui est présent à New-York, Wilkins mène l'expédition arctique du Nautilus, sous le commandement du capitaine Sloan Danenhower, expédition qui échoua à 800 km du Pôle Nord, à bord de l'ancien sous-marin américain USS O-12 (SS-73) durant l'été 1931. 
En dépit de cet échec, l'expédition prouva qu'un sous-marin était capable de naviguer sous la banquise, ouvrant la voie aux futures missions sous-marines au pôle. Le bilan scientifique de l'expédition fut par ailleurs nettement positif.
L'US Navy dispersa ses cendres au pôle Nord lors de l'expédition du sous-marin USS Skate le 17 mars 1959.
La plupart des documents et objets de  Wilkins sont conservés au Byrd Polar Research Center (en) de l'Université de l'Ohio.

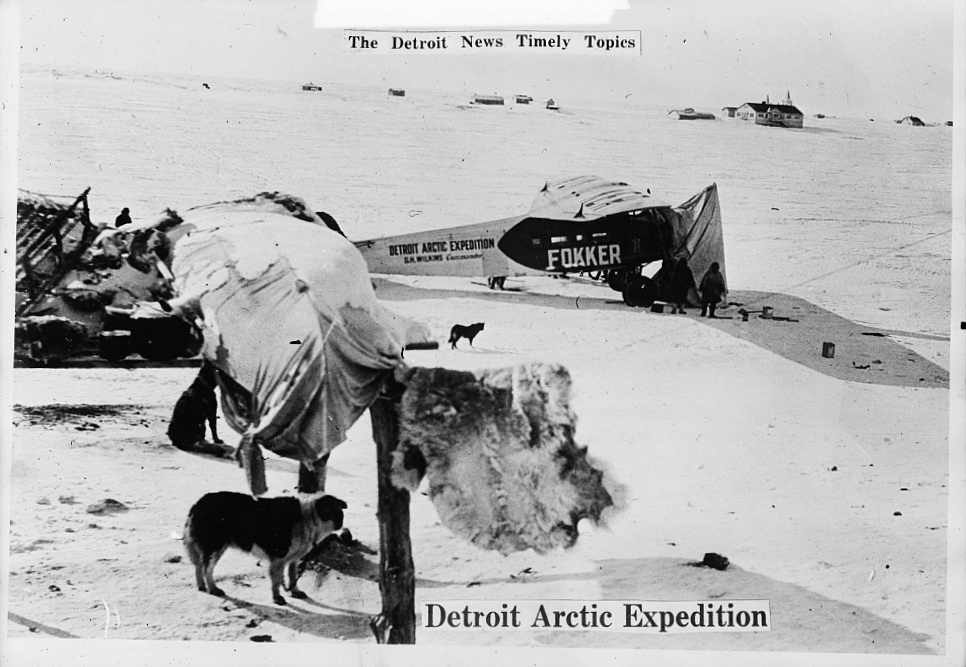
Expédition Wilkins de 1926.
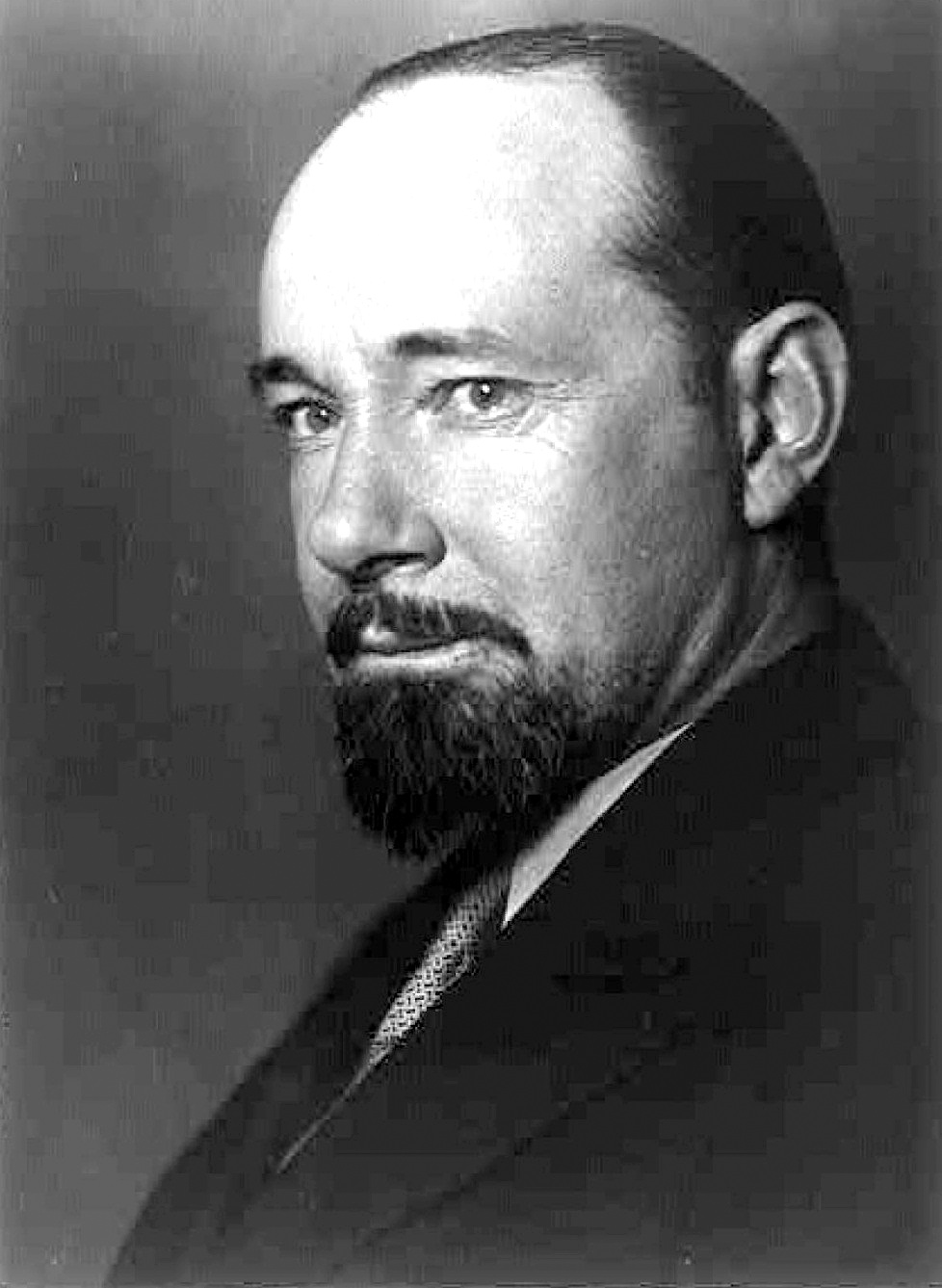
Portrait de Sir Hubert Wilkins, en 1931.
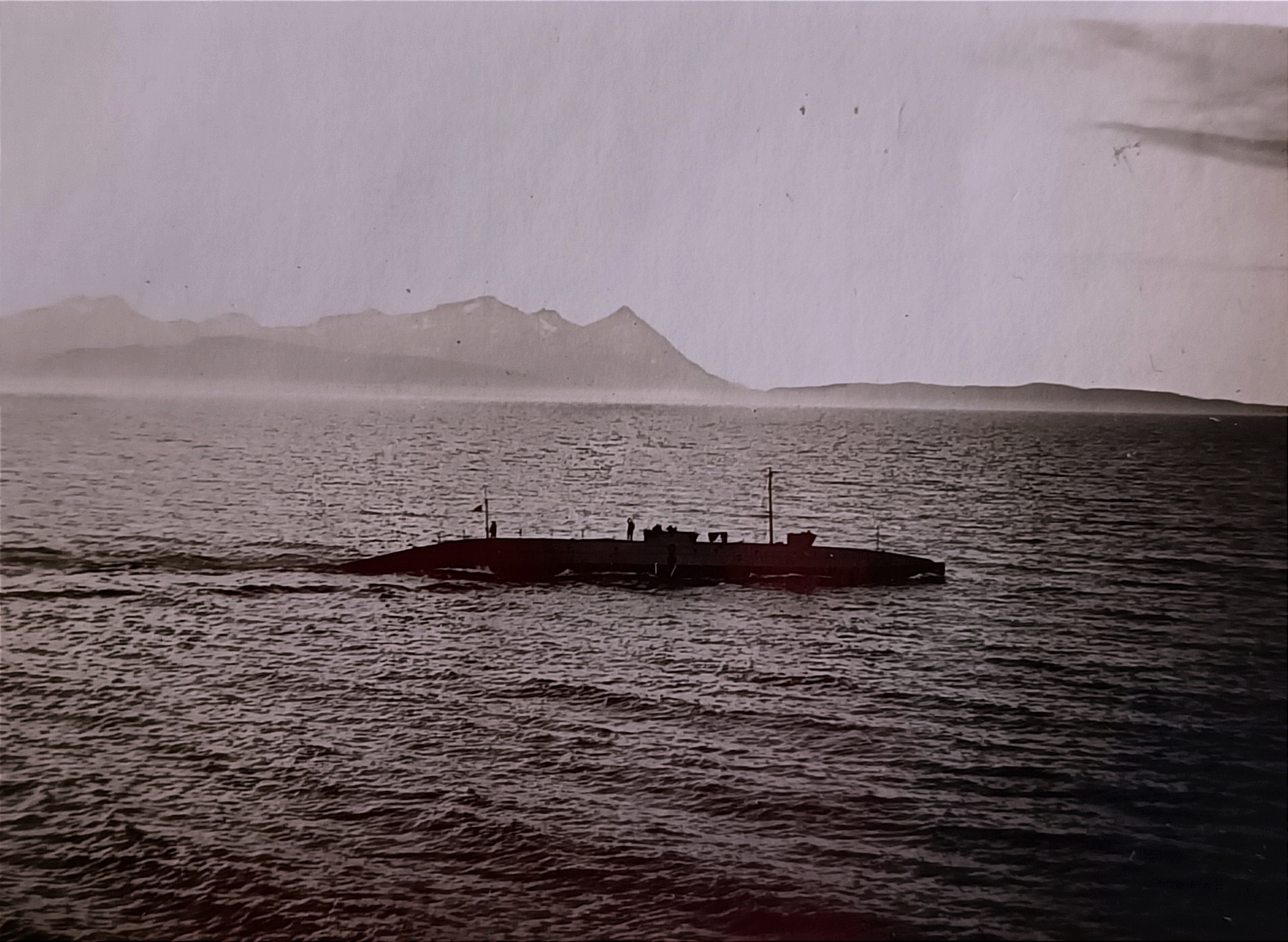
Le Nautilus de Sir Wilkins en 1931.
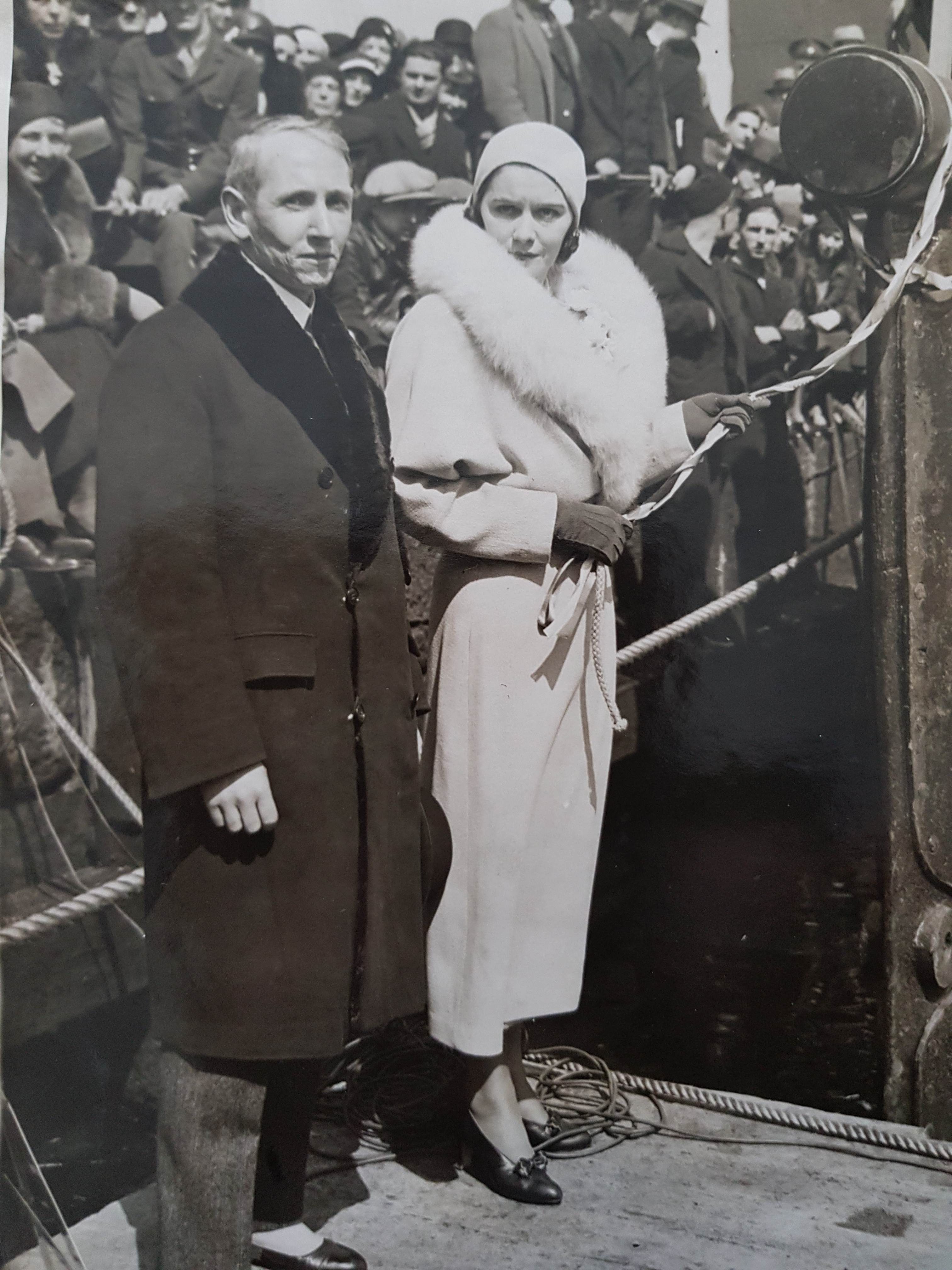
Jean Jules-Verne et Lady Wilkins en 1931.

## Distinctions
- Knight Bachelor